# 次世代民間ティルトローター機
NGCTR
- 用途：乗客輸送
- 分類：ティルトローター機、パワード・リフト機
- 設計者：アグスタウェストランド
- 製造者：アグスタウェストランド

次世代民間ティルトローター機（英語: next-generation civil tiltrotor、NGCTR）はアグスタウェストランドが2020年代の飛行を目指すティルトローター機の構想である。

## 概要
アグスタは次世代民間ティルトローター(CTR)革新的実証機(IADP)を開発中であり。次世代民間ティルトローター機の実証機では高度2万5,000フィートを巡航するための与圧客室を備え、巡航速度は時速550キロ以上で飛行する予定。まだ研究段階のため、明確ではないがベル V-280のように回転翼の部分のみが傾斜して主翼も垂直に可動する予定となっている。